# Zakrytaja
Zakrytaja är ett berg i Antarktis. Det ligger i Östantarktis. Australien gör anspråk på området. Toppen på Zakrytaja är 1 187 meter över havet.
Terrängen runt Zakrytaja är platt åt nordväst, men åt sydost är den kuperad. Terrängen runt Zakrytaja sluttar brant österut. Trakten är obefolkad. Det finns inga samhällen i närheten. 